# Martin Farquhar Tupper
Martin Farquhar Tupper (ur. 1810 w Londynie, zm. 1889 w Albury) – angielski pisarz i poeta, autor antologii Proverbial Philosophy (Filozofia w przysłowiach).
Jego dzieła, bardzo popularne w epoce wiktoriańskiej, były wspominane przez wielu prominentnych autorów, między innymi przez Williama Schwencka Gilberta, Anthony’ego Trollope’a, Edmunda Clerihew Bentleya i Karola Marksa.